# 有机金属化学气相沉积法
有機金屬化合物化學气相沉積法，是在基板上生长半導體薄膜的一種方法。
其他類似的名稱如：金属-有机化合物/金属有机化合物气相外延生长法（MOVPE，Metal-organic Vapor-Phase Epitaxy；；）等，其中字母  或 指的是半導體薄膜生长過程中所採用的反應源為有機金屬化合物。而後面三個字母  或是 用于区分形成的膜的晶体特性。一般 所指的是非晶体薄膜的沉积；而所指晶体膜的外延生长。

## 簡介
MOCVD法生长薄膜時，主要利用载气通過有機金屬反應源的容器使反應源的飽和蒸氣帶至反應室中與其它反應氣體混合，然後在受热的基体上面發生化學反應促成薄膜的生长。一般載氣通常为氫氣，特殊情況下也会採用氮氣（例如：氮化銦鎵（InGaN）薄膜）。常用的基体為砷化鎵、磷化鎵、磷化銦、矽、碳化矽及刚玉（Al2O3）等。而通常所成長的半导体薄膜材料主要為三五族化合物半導體（如：GaAs、AlGaAs、AlGaInP、InGaN等）或二六族化合物半導體，主要用于光電元件（例如：發光二極體、雷射二極體及太陽能電池）及微電子元件（例如：异质结双极性晶体管）及假晶式高電子遷移率電晶體（PHEMT））的製作。

### MOCVD組件介紹
MOCVD系統的組件可大致分為：反應室、氣體控制及混合系統、反應源及廢氣處理系統。
1. 反應室 ：                                                                                                                                                                                                      
反應室主要是所有氣體混合及發生反應的地方，通常是由不鏽鋼或是石英组成，內壁通常具有石英或是高溫陶瓷內襯。在腔體中會有一個乘載盤用來乘載基板，要求能迅速控制达到生长所需温度并且不参与反应，常用石墨或碳化硅制成。加熱器的設置，依照設計的不同，有内加热式和外加热式两种。加熱方式有的紅外線燈管加热、熱阻絲加热及微波加热等。在反應室體內部通常配有冷水冷却系统，用于控制温度防止过热。
2. 氣體控制及混合系統 ：
載流氣體從系統的最上游供應端流入系統，經由流量控制器（MFC, Mass flow controller）的調節來控制各個管路中的氣體流入反應腔的流量。當這些氣體流入反應腔之前，必須先經過一組氣體切換路由器來決定該管路中的氣體該流入反應腔（Run）亦或是直接排至反應腔尾端的廢氣管路 （Vent）。流入反應腔體的氣體則可以參與反應而成長薄膜，而直接排入反應腔尾端的廢氣管路的氣體則是不參與薄膜成長反應的。
3. 反應源（Precursor）：
反應源可以分成兩種，第一種是有機金屬反應源，第二種是氫化物氣體反應源。有機金屬反應源儲藏在一個具有兩個聯外管路的密封不鏽鋼罐（cylinder bubbler）內，在使用此金屬反應源時，則是將這兩個聯外管路各與MOCVD機台的管路以VCR接頭緊密接合，載流氣體可以從其中一端流入，並從另外一端流出時將反應源的飽和蒸氣帶出，進而能夠流至反應腔。氫化物氣體則是儲存在氣密鋼瓶內，經由壓力調節器（Regulator）及流量控制器來控制流入反應腔體的氣體流量。不論是有機金屬反應源或是氫化物氣體，都是屬於具有毒性的物質，有機金屬在接觸空氣之後會發生自然氧化，所以毒性較低，而氫化物氣體則是毒性相當高的物質，所以在使用時務必要特別注意安全。常用的有機金屬反應源有：TMGa（Trimethylgallium）、TMAl（Trimethylaluminum）、TMIn（Trimethylindium）、Cp2Mg（Bis(cyclopentadienyl)magnesium）、DIPTe（Diisopropyltelluride）等等。常用的氫化物氣體則有砷化氫（AsH3）、磷化氫（PH3）、氮化氫（NH3）及矽乙烷 (Si2H6)等等。
4. 廢氣處理系統（Scrubber）：
廢氣系統是位於系統的最末端，負責吸附及處理所有通過系統的有毒氣體，以減少對環境的污染。常用的廢氣處理系統可分為乾式、濕式及燃燒式等種類。

## 深入閱讀
1. G. B. Stringfellow. Organometallic Vapor-Phase Epitaxy: Theory and Practice, 2nd ed. Academic Press (1999). (ISBN 0-12-673842-4)